# Natalija Strebkowa
Natalija Josypiwna Strebkowa (ukr. Наталія Йосипівна Стребкова) z domu Sołtan (ukr. Солтан); (ur. 6 marca 1995) – ukraińska lekkoatletka specjalizująca się w biegach długodystansowych.
Srebrna medalistka młodzieżowych mistrzostw Europy w biegu na 3000 metrów z przeszkodami. Uczestniczka igrzysk olimpijskich w Tokio, podczas których odpadła w biegu eliminacyjnym na 3000 metrów przez płotki. Reprezentowała Ukrainę w mistrzostwach świata, mistrzostwach Europy, halowych mistrzostwach Europy oraz drużynowych mistrzostwach Europy. Kilkukrotnie startowała na mistrzostwach Europy w biegach przełajowych w konkurencjach juniorskich i młodzieżowych.
Medalistka mistrzostw Ukrainy oraz halowych mistrzostw Ukrainy.

## Rezultaty
| Rok  | Impreza                                   | Miejsce     | Konkurencja                   | Pozycja     | Wynik    |
| ---- | ----------------------------------------- | ----------- | ----------------------------- | ----------- | -------- |
| 2012 | Mistrzostwa świata juniorów               | Barcelona   | bieg na 1500 m                | eliminacje  | 4:20,92  |
| 2013 | Mistrzostwa Europy juniorów               | Rieti       | bieg na 1500 m                | 5. miejsce  | 4:22,96  |
| 2013 | Mistrzostwa Europy w biegach przełajowych | Belgrad     | bieg juniorek (4 km)          | 22. miejsce | 13:55    |
| 2014 | Mistrzostwa świata juniorów               | Eugene      | bieg na 3000 m                | 13. miejsce | 9:26,58  |
| 2014 | Mistrzostwa Europy w biegach przełajowych | Samokow     | bieg juniorek (3,857 km)      | 13. miejsce | 14:59    |
| 2015 | Młodzieżowe mistrzostwa Europy            | Tallinn     | bieg na 5000 m                | 11. miejsce | 16:01,29 |
| 2015 | Mistrzostwa Europy w biegach przełajowych | Hyères      | bieg młodzieżowców (4,157 km) | eliminacje  | 20:42    |
| 2016 | Mistrzostwa Europy w biegach przełajowych | Chia        | bieg młodzieżowców (6 km)     | 17. miejsce | 20:19    |
| 2017 | Superliga drużynowych mistrzostw Europy   | Lille       | bieg na 3000 m z przeszkodami | 6. miejsce  | 9:44,57  |
| 2017 | Młodzieżowe mistrzostwa Europy            | Bydgoszcz   | bieg na 3000 m z przeszkodami | 2. miejsce  | 9:44,52  |
| 2017 | Mistrzostwa Europy w biegach przełajowych | Šamorín     | bieg młodzieżowców (6,28 km)  | 23. miejsce | 21:53    |
| 2018 | Mistrzostwa Europy                        | Berlin      | bieg na 3000 m z przeszkodami | 12. miejsce | 9:40,03  |
| 2020 | Mistrzostwa krajów bałkańskich            | Kluż-Napoka | bieg na 3000 m z przeszkodami | 1. miejsce  | 9:41,38  |
| 2021 | Halowe mistrzostwa Europy                 | Toruń       | bieg na 3000 m                | 9. miejsce  | 8:54,18  |
| 2021 | Mistrzostwa krajów bałkańskich            | Smederevo   | bieg na 3000 m z przeszkodami | 2. miejsce  | 9:45,56  |
| 2021 | Igrzyska olimpijskie                      | Tokio       | bieg na 3000 m z przeszkodami | eliminacje  | 9:49,15  |
| 2022 | Mistrzostwa świata                        | Eugene      | bieg na 3000 m z przeszkodami | eliminacje  | 9:25,85  |
| 2022 | Mistrzostwa Europy                        | Monachium   | bieg na 3000 m z przeszkodami | 9. miejsce  | 9:37,52  |
| 2023 | II dywizja drużynowych mistrzostw Europy  | Chorzów     | bieg na 3000 m z przeszkodami | 4. miejsce  | 10:00,17 |
| 2023 | Mistrzostwa świata                        | Budapeszt   | bieg na 3000 m z przeszkodami | eliminacje  | 10:02,20 |

## Rekordy życiowe
- bieg na 1500 metrów (stadion) – 4:18,11 (5 czerwca 2013, Jałta)
- bieg na 3000 metrów (stadion) – 8:54,73 (31 sierpnia 2021, Rovereto)
- bieg na 3000 metrów (hala) – 8:54,18 (5 marca 2021, Toruń)
- bieg na 3000 metrów z przeszkodami (stadion) – 9:24,54 (30 czerwca 2022, Sztokholm), rekord Ukrainy